# Joris Lutz
Joris Pieter Julius Jose Lutz (Rotterdam, 17 april 1965) is een Nederlands acteur, presentator, tekstschrijver en kinderboekenschrijver. Lutz is de zoon van actrice Simone Rooskens en acteur Luc Lutz.
Lutz kreeg bekendheid als acteur in de televisieserie Ha, die Pa!, waarin hij samen met zijn vader speelde. Als presentator werkte hij onder meer in de programma's Bestemming Nederland en Feyenoord TV. Hij is supporter van voetbalclub Feyenoord.
In 2005 deed Lutz mee aan de eerste editie van Dancing with the Stars. Ook was hij in 2002 in Het Sinterklaasjournaal te zien, als Zwarte Piet.
Sinds 2006 schrijft Lutz, samen met Bram Klein en Bart Wijtman, kinderboeken over de avonturen van de hond Fred. In deze boeken (plus cd's) beleeft Fred avonturen in verschillende Nederlandse steden. De verhalen worden ook als voorlees-en-zangvoorstellingen op onder andere basisscholen opgevoerd. En is stadgids bij Rondje Rotterdam.
Ook was hij in 2006 de voice-over voor het online televisieprogramma Webmee.tv, dat door webhoster Argeweb werd aangeboden aan het internetpubliek. In de laatste aflevering van dit programma in 2006 kwam hij ook voor de camera.
Sinds april 2008 is Lutz de basgitarist van Gruppo Sportivo, en als duo met gitarist Iwan de Reus.
In het najaar van 2015 speelde Lutz de gastrol als Alexander Distelveld in de Nederlandse soapserie Goede tijden, slechte tijden.

## Programma's

### Acteur
- Ha, die Pa! - Matthijs Hogendijk (1990-1993)
- Tegen wil en dank - Rik (1994-1995)
- The tech files - Schouder (1999)
- Restlucht - Politie detective (2011)
- Goede tijden, slechte tijden - Alexander Distelveld (2015) - Terugkerende Gastrol (8 afl.) (20 nov 2015.)
- Buitenspel - Kees (2016)
- Flikken Maastricht - Rob Kuit (2018; afl. 'Verslagen' en 'Koekoeksnest)
- Binnenskamers - Frank Grasdijk (2020)
- Ome Cor - Automonteur (2022)

### Gast / deelnemer
- Blik op de weg zuinigheidsritten (1993)[1]
- Dancing with the stars (2005)
- De Mike & Thomas Show (2007)

### Presentator
- Bestemming Nederland (2003-2004)

## Persoonlijk
Lutz had een relatie met presentatrice Jet Sol, met wie hij in 2002 een zoon kreeg. 